# No není to romantika?
No není to romantika (v anglickém originále Isn't It Romanti) je americko-australský satirický fantasy film. Režie se ujal Todd Strauss-Schulson. Scénář napsali Erin Cardillo, Dana Fox a Katie Silberman. Hlavní role hrají Rebel Wilson, Liam Hemsworth, Adam DeVine a Priyanka Chopra. Film měl premiéru dne 13. února 2019 ve Spojených státech a 28. února téhož roku byl vydán přes Netflix.  

## Děj
Natalie, architektka žijící v New Yorku dlouho věřila, že to co se vidí v romantických komediích je jen fantazie. Poté, co se jí někdo pokusí v metru ukrást kabelku, se udeří do hlavy a zůstane v bezvědomí. Po probuzení zjistí, že se nachází v prostoru PG-13 a musí uniknout každému klišé, aby se nakonec zamilovala a dosáhla šťastného konce, který jí vrátí zpět do reality.

## Obsazení
- Rebel Wilson jako Natalie, architektka žijící v New Yorku.
- Liam Hemsworth jako Blake, klient Natalie
- Adam DeVine jako Josh, nejlepší přítel Natalie
- Priyanka Chopra jako Isabella, ambasadorka jógy
- Betty Gilpinová jako Whitney, Nataliina asistentka a nejlepší kamarádka.
- Brandon Scott Jones jako Donny, soused Natalie
- Tom Ellis jako doktor
- Jennifer Saunders jako Nataliina matka

## Produkce
Dne 23. května 2016 bylo oznámeno, že Rebel Wilson si zahraje roli Natalie v nepojmenovaném romantickém komediálním filmu společnosti New Line Cinema, od scenáristů Erin Cardillo, Dany Fox a Katie Silberman. Dne 22. března 2017 byl Todd Strauss-Schulson najat jako režisér film. Nejnovější návrh scénáře provedla Paula Pell.  Dne 10. května bylo potvrzeno, že Adam DeVine, který si již zahrál s Wilson ve filmu Ladíme! a Liam Hemsworth budou ve filmu hrát potencionální partnery Natalie.  V květnu bylo potvrzeno, že si ve filmu zahraje Priyanka Chopra.  Dne 14. června 2017 byla Betty Gilpin obsazena do role asistentky Natalie Whitney.
Natáčení filmu bylo zahájeno dne 10. července 2017 v New Yorku.

## Vydání
Ve Spojených státech měl film premiéru dne 13. února 2019.  Dne 28. února 2019 byl vydán mezinárodně společností Netflix.  